# 9a Brigada Mixta (Exèrcit Popular de la República)
La 9a Brigada Mixta, originalment denominada 1a Brigada Bis, va ser una unitat de l'Exèrcit Popular de la República creada durant la Guerra Civil Espanyola. Durant tota la guerra va romandre integrada en la 11a Divisió.

## Historial
Constituïda el 23 de gener de 1937, originalment es va crear com una unitat desdoblegada de la 1a Brigada Mixta del major Enrique Líster, per la qual cosa originalment se la va denominar "1a Brigada Bis". Va estar composta en la seva majoria per militants d'ideologia comunista. La Brigada Líster havia cedit diversos batallons: el "José Díaz", l'"Heredia" o el "Thälmann".
El 16 de febrer es trobava desplegada en la zona de Vallecas,erò va ser enviada al fente per a participar en la batalla del Jarama integrada en la denominada "Divisió C". El dia 19 va combatre durament per la posició del Pingarrón. Unes setmanes més tard va marxar al capdavant de Guadalajara per a fer front a l'ofensiva de les tropes italianes del CTV.

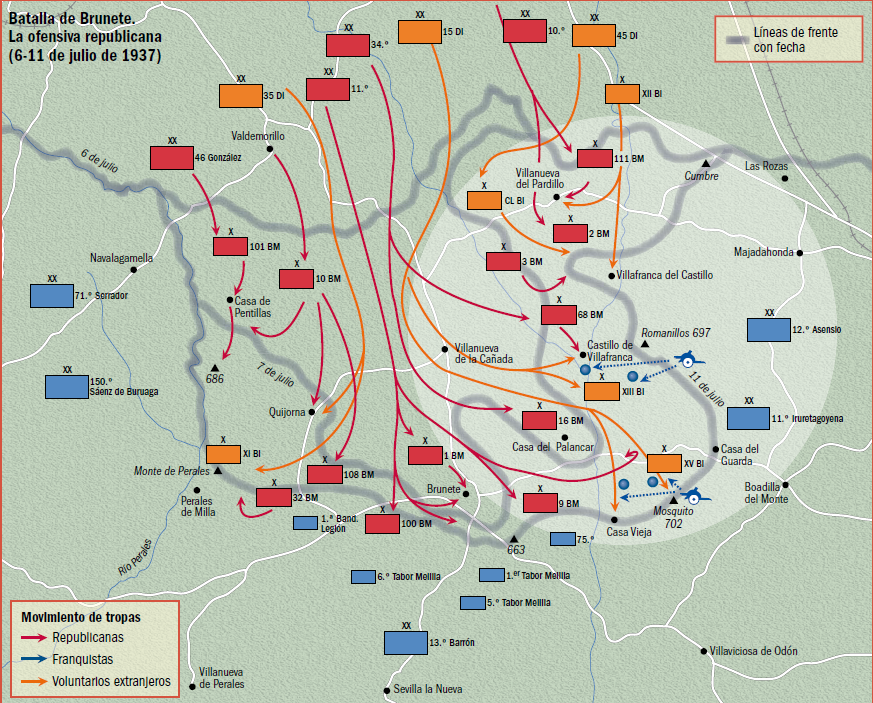
Mapa de l'atac republicà en el sector de Brunete. 6 a 11 de juliol de 1937.

Al juliol va participar en la batalla de Brunete al costat de les brigades mixtes 1a i 100a, que estaven compostes per tropes veteranes de la divisió. El 5 de juliol va començar l'operació, aconseguint depassar Brunete i prosseguir el seu avanç cap al riu Guadarrama. L'endemà va xocar amb la dura resistència d'un batalló del Regiment "San Quintín", i en el combat que li va seguir van caure morts nombrosos oficials de la brigada, entre ells el propi comandant de la unitat, Gonzalo Pando Rivero, o el cap del Batalló "José Díaz". Es va mantenir en les seves posicions defensives durant bona part de la batalla, però el 24 de juliol degué retirar-se davant la superioritat franquista. Poc després acabava la batalla.
Al mes següent va marxar al capdavant d'Aragó al costat de la resta de l'11a Divisió, participant en la dissolució del Consell Regional de Defensa d'Aragó, així com en la fallida ofensiva de Saragossa. Al desembre va participar en la primera part de la batalla de Terol, participant en l'atac que va voltar a la ciutat. El 22 de gener de 1938 la brigada va sortir de Terol i es va establir en rereguarda juntament amb la 100a Brigada, però el 9 de febrer van haver de tornar per a fer front (sense èxit) a una nova ofensiva franquista en la zona.Al mes següent no va poder evitar l'enfonsament del Front d'Aragó, havent de retirar-se cap a Catalunya.
El 25 de juliol va travessar el riu Ebre per la zona d'Illetes en el que va ser la primera fase de l'ofensiva de l'Ebre. Aquest dia va ocupar Miravet i Benissanet, i l'endemà estava combatent en l'elevació de Puig Caballé. Cap al 2 d'agost les seves posicions es trobaven fermament establertes a la Serra de Pàndols, on al llarg dels següents dies va sostenir nombrosos i sagnants combats en els quals fins i tot va morir el comandant de la brigada, Matías Yagüe. El major Yagüe va ser proposat per a la Placa Llorejada de Madrid. L'11 d'agost les baixes de la unitat eren tan elevades que va haver de ser rellevada i enviada a rereguarda per a reconstituir-se. El 6 de setembre va tornar a primera línia del front, cobrint la retirada de la 100a Brigada Mixta des de la cota 565. L'endemà les posicions de la 9a BM se situaven en la Serra de Lavall de la Torre. Va continuar resistint els contraatacs franquistes fins que a principis de novembre degué retirar-se a l'altre costat del riu.
Quan el 23 de desembre va començar la Ofensiva de Catalunya, la brigada es trobava situada prop d'Alcanó i des d'allí va oferir una forta resistència: en els primers dies de combats els seus canons anti-tanc van destruir 12 blindats italians. Però al començament de gener tot el front va cedir i va haver de retirar-se cap al nord. El 2 de febrer va intentar defensar Girona, sense èxit, continuant la seva marxa cap a la Frontera francesa. Al capvespre del 9 de febrer va passar a França, desapareixent la unitat.

## Comandaments
Comandants
- Major de milícies Gonzalo Pando Rivero;
- Major de milícies José Montalvo Villares;
- Major de milícies Joaquín Rodríguez López;
- Major de milícies Matías Yagüe;
- Major de milícies Gregorio Ramírez;

Comissaris
- Ángel Barcia Galeote, del PCE;
- José del Campo, del PCE;
- Rafael Cuevas Lluesma;